# Federico Ragnoli Galli
Federico Ragnoli Galli (Brescia, Italia, 24 de enero de 2006) es un futbolista italiano que juega de delantero en la Atalanta B. C. de la Serie A.

## Estadísticas

### Clubes
Actualizado al último partido disputado el 18 de mayo de 2023.
| Club                    | Div.          | Temporada     | Liga  | Liga  | Copas nacionales | Copas nacionales | Copas internacionales | Copas internacionales | Total | Total |
| Club                    | Div.          | Temporada     | Part. | Goles | Part.            | Goles            | Part.                 | Goles                 | Part. | Goles |
| ----------------------- | ------------- | ------------- | ----- | ----- | ---------------- | ---------------- | --------------------- | --------------------- | ----- | ----- |
| Atalanta B. C. · Italia | 1.ª           | 2023-24       | 0     | 0     | 0                | 0                | —                     | —                     | 0     | 0     |
| Atalanta B. C. · Italia | Total club    | Total club    | 0     | 0     | 0                | 0                | 0                     | 0                     | 0     | 0     |
| Total carrera           | Total carrera | Total carrera | 0     | 0     | 0                | 0                | 0                     | 0                     | 0     | 0     |